# Aqüeducte de s'Argamassa
L'aqüeducte de S'Argamassa és un monument de l'Imperi Romà, situat a prop de S'Argamassa a la Venda d'Arabí entre cala Pada i cala Martina, al municipi de Santa Eulària des Riu. Es tracta d'un conjunt format per una conducció d'aigua i restes d'estructures arquitectòniques corresponents a una instal·lació industrial i a un assentament maritimorural. Es tracta d'una construcció longitudinal en direcció NW-SE, de devers 425 m de llarg. L'extrem sud, vora la mar, conserva 2,80 m d'alçada i des d'aquest punt va progressivament descendint en el seu llarg recorregut fins als 0,30 m, a l'extrem NW. Prop de la mar se n'han documentat dues bifurcacions, una cap a l'est i l'altra cap a l'oest. Enmig queda la conducció principal, que es perd dins la mar i que l'erosió ha fet desaparèixer en un tram difícil d'avaluar.
El ramal oest, excavat parcialment, es conserva molt derruït. Probablement, portava aigua a un dipòsit que encara no ha estat localitzat. L'altre està ocult per la vegetació i els jardins d'un hotel construït a prop de l'aqüeducte.
L'obra està realitzada amb pedres poc retocades, de mesures variables, i morter del tipus opus caementicium: de calç i arena de gra gruixut, actualment molt consolidat i calcificat a causa del pas de l'aigua. A la part superior del mur es conserva, en alguns trams, la canalització per portar l'aigua, d'amplària i profunditat irregular.
Té una amplada mitjana de 0,20 m i 0,30 m de profunditat. Prèviament a aquesta conducció n'existia una altra de factura idèntica, i també de secció quasi quadrada, sobre la qual es construí un tram més de mur amb la nova canalització substitutòria.
Es va construir per tal de desguassar l'aigua que havia inundat les galeries de les mines de S'Argentera a prop de la parròquia de Sant Carles de Peralta. Aquestes eren unes mines de galena argentífera, l'explotació de les quals degué ser molt intensa en l'època romana.